# Kompleks startowy nr 31 kosmodromu Bajkonur
Kompleks startowy nr 31 (ros. Площадка №31) – wyrzutnia rakietowa w kazachskim kosmodromie Bajkonur, przeznaczona pierwotnie pod pociski R-7A, obecnie wykorzystywana głównie przez rakiety Sojuz 2 do startów komercyjnych zapewnianych przez firmę Starsem, rzadziej przez rakiety Sojuz-FG do wynoszenia załogowych statków Sojuz.
LC-31 jest jedyną kazachską wyrzutnią przystosowaną do rakiet Sojuz 2. W latach 70. i 80. wykorzystywana była do startów załogowych pojazdów Sojuz, czasem z powodu niemożności użycia LC-1 przeznaczonej dla lotów załogowych od 1961, a także jako wyrzutnia zapasowa. Od 2012 roku znów odbywają się tu niektóre starty misji załogowych statków Sojuz. Ostatni załogowy start z LC-31 miał miejsce 19 października 2016, podczas startu misji Sojuz MS-02.
Oprócz satelitów i pojazdów załogowych z kompleksu 31 startowały również sondy księżycowe i międzyplanetarne (np. Mars Express, Venus Express).